# کنستانتین یکم یونان
کنستانتین یکم (به یونانی: Κωνσταντῖνος Α؛ ۲ اوت ۱۸۶۸ – ۱۱ ژانویه ۱۹۲۳) شاه یونان از ۱۹۱۳ تا ۱۹۱۷ و از ۱۹۲۰ تا ۱۹۲۲ (برای بار دوم) بود.
او فرمانده کل قوای ارتش یونان در جنگ ناموفق یونان و ترکیه در ۱۸۹۷ بود و همچنین نیروهای یونانی را با موفقیت در جنگ‌های بالکان (۱۹۱۲–۱۹۱۳) رهبری کرد. در این جنگ، یونانیها با تصرف سالونیک، وسعت و جمعیت سرزمین خود را دوبرابر کردند. او در ۱۸ مارس ۱۹۱۳ میلادی، به دنبال ترور پدرش، به حکومت رسید.
مخالفت او با الفتریوس ونیزلوس، نخست‌وزیر وقت یونان، بر سر ورود یا عدم ورود یونان به جنگ جهانی اول، منجر به تفرقه و جدایی ملی در یونان شد. او دو بار ونیزلوس را مجبور به کناره‌گیری از مقامش نمود ولی سرانجام خود کنستانتین در ۱۹۱۷ به دنبال تهدیدات متفقین مبنی بر بمباران آتن، کشورش را ترک کرد و پسر دوم او، الکساندر، شاه شد. با مرگ زودهنگام الکساندر در ۱۹۲۰، کنستانتین دوباره به کشورش بازگشت و مقام پادشاهی را از آن خود کرد. او در ۱۹۲۲ برای دومین و آخرین بار، زمانی که یونان در جنگ یونان و ترکیه (۱۹۲۲–۱۹۱۹) از ترکیه شکست خورد، قدرت را رها کرد و بزرگ‌ترین پسرش، جرج دوم، جای او را گرفت. کنستانتین چندماه بعد در تبعید در سیسیل ایتالیا درگذشت.

## جنگ یونان و عثمانی و بعد از آن
کنستانتین در جنگ یونان و ترکیه (۱۸۹۷)، فرمانده کل نیروهای یونانی بود. این جنگ به شکست یونان و سقوط محبوبیت خاندان سلطنتی و شاهزاده کنستانتین انجامید.

## زندگینامه
کنستانتین در 2 آگوست 1868 در آتن متولد شد .او فرزند ارشد پادشاه جرج یکم و ملکه اولگا یونان بود. تولد وی با موج عظیمی از شور و شوق روبرو شد: وارث جدید که به تخت سلطنت رسید، اولین عضو یونانی متولد این خانواده بود. در حالی که توپ تشریفاتی در لیکابکتوس هیل، سالن سلطنتی را شلیک کرد، جمعیت زیادی جمع شده در بیرون کاخ فریاد می زدند که تصور می کردند به راستی باید نام شاهزاده تازه متولد شده "کنستانتین" باشد. به گفته افسانه محبوب وی در 12 آگوست به ناچار "کنستانتین" (یونانی: Κωνσταντῖνος ، Kōnstantīnos) تعمید شد و نام رسمی وی دیودوچوس (Διάδοχος، ولیعهد، به معنای واقعی کلمه: "جانشین") بود. نام مستعار دیگری که عمدتاً توسط سلطنت طلبان برای کنستانتین اتخاذ شده بود "پسر عقاب" (ο γιός του αητού)بود. برجسته ترین اساتید دانشگاه در زمان خود را برای تدریس ولیعهد جوان استخدام کردند.یوانیس پانتازیدیس به او ادبیات یونانی و ریاضیات و فیزیک را واسیلیوس لاکوناسرا آموزش می داد. در 30 اکتبر 1882 او در آکادمی نظامی یونان ثبت نام کرد. وی پس از فارغ التحصیلی برای ادامه تحصیلات نظامی به برلین اعزام شد و در گارد امپریال آلمان خدمت کرد. کنستانتین همچنین در هایدلبرگ و لایپزیگ به تحصیل علوم سیاسی پرداخت. در سال 1890 وی سرلشکر شد و فرماندهی قرارگاه سوم ارتش (Γʹ Αρχηγείον Στρατού) در آتن را به عهده گرفت. 